# Armillaria apalosclera
Armillaria apalosclerus là một loài nấm trong họ Physalacriaceae. Loài này phân bố ở Asia.